# Дьєнб'єнфу (фільм, 1992)
Дьєнб'єнфу (фр. Diên Biên Phú) — французька військова драма 1992 року, поставлена режисером П'єром Шендерфером.

## Сюжет
1954 рік, Битва при Дьєнб'єнфу між французькою армією і силами В'єтміню під час Першої Індокитайської війни. Американський репортер Говард Сімпсон опиняється в самому центрі цього бою, який урешті-решт призвів до поразки французьких сил і виходу Франції з В'єтнаму.

## У ролях
| Актор               | Роль                       |
| ------------------- | -------------------------- |
| Дональд Плезенс     | Говард Сімпсон             |
| Патрік Каталіфо     | капітан Жегю де Кервеган   |
| Жан-Франсуа Бальмер | французький журналіст      |
| Людмила Мікаель     | Беатріс Верньє             |
| Франсуа Негре       | капрал                     |
| Максим Леру         | лейтенант артилерії        |
| Рауль Біллері       | священик                   |
| Зе Ан               | Онг Коп, містер Тигр       |
| Крістофер Бухгольц  | капітан Морван             |
| Патрік Шовель       | лейтенант Дюрок, пілот DC3 |